# Death Cult Armageddon
Death Cult Armageddon (в превод гибелния култ армагедон) е шестият студиен албум на норвежката блек метъл група Dimmu Borgir. Направен е и видеоклип към един от синглите към албума – „Progenies of the Great Apocalypse“. От този албум излиза и още един сингъл – „Vredesbyrd“ (изцяло на норвежки). Части от албума са записани заедно с Пражкия симфоничен оркестър.
Abbath от норвежката група Immortal е поканен за гост-вокалист в песните „Progenies of the Great Apocalypse“ и „Heavenly Perverse“.
Песните „Progenies of the Great Apocalypse“ и „Eradication Instincts Defined“ са използвани за направата на трейлъра на филма „Хелбой“.

### Диск 2 от Ozzfest
1. „Satan My Master“ (кавър на Bathory)[8]
2. „Burn in Hell“ (кавър на Twisted Sister)[9]
3. „Devil's Path 2000“
4. „Progenies of the Great Apocalypse“ (изпълнение с оркестър)
5. „Eradication Instincts Defined“ (изпълнение с оркестър)

## Състав на групата
- Шаграт – вокали
- Силеноз – китара
- Галдер – соло китара
- АйСиЕс Вортекс – бас китара, вокали
- Мустис – синтезатори, пиано
- Николас Баркър – барабани, перкусии
- Abbath Doom Occulta от Immortal – специално участие, като гост-вокал в „Progenies of the Great Apocalypse“ и „Heavenly Perverse“

- Fredrik Nordström – продуцент, миксиране, обработка
- Joachim Luetke – концепция на обложката